# Örnbergstjärnarna
Örnbergstjärnarna är en sjö i Ljusdals kommun i Hälsingland och ingår i Dalälvens huvudavrinningsområde. Sjöns area är 0,014 kvadratkilometer och den befinner sig 500 meter över havet.